# Història d'Andalusia

Andalusia

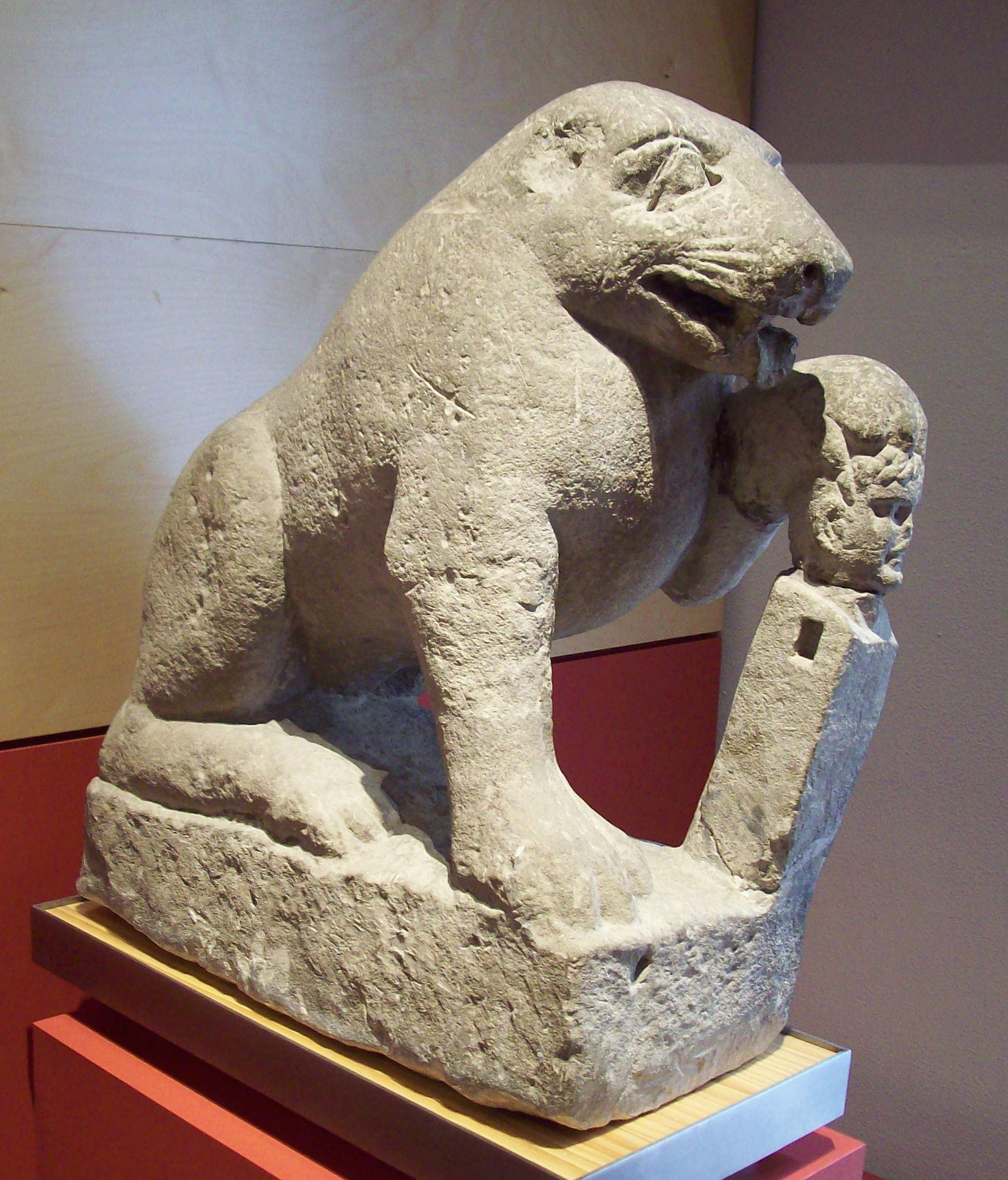
Figura ibera de l'Oso de Porcuna, en el Museu Arqueològic Nacional d'Espanya.

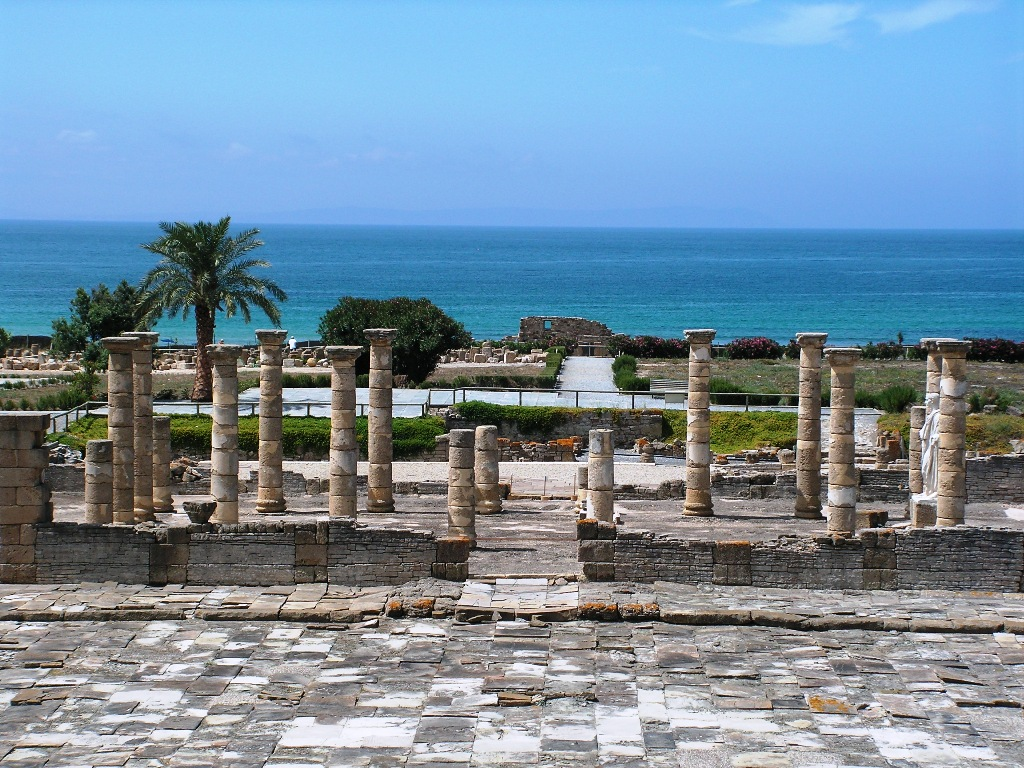
Vista parcial del fòrum de les ruïnes de Baelo Claudia.

La història d'Andalusia, com a regió primer castellana i després espanyola, va començar al segle xiii, amb la conquesta dels regnes de Còrdova, Sevilla i Jaén, continuat amb la presa del regne de Granada al segle xv, i culminat en el substancial amb la divisió territorial d'Espanya de 1833 i la constitució d'Andalusia com a comunitat autònoma d'Espanya, després del referèndum sobre la iniciativa del procés autonòmic d'Andalusia de 1980. No obstant això, també és rellevant exposar breument la història anterior del territori actualment integrat en aquesta regió.

## Edat antiga
La posició geoestratègica d'Andalusia a l'extrem sud d'Europa, entre aquesta i Àfrica, entre l'oceà Atlàntic i el mar Mediterrani, així com les seves riqueses minerals i agrícoles i la seva gran extensió superficial de 87.268 km² (més gran que molts dels països europeus), formen una conjunció de factors que van fer d'Andalusia un focus d'atracció d'altres civilitzacions ja des de l'inici de l'Edat dels Metalls.
De fet, la seva situació geogràfica com a nexe entre Àfrica i Europa, fa que algunes teories apuntin que els primers homínids europeus, previ pas de l'Estret de Gibraltar, es van situar al territori andalús. Les primeres cultures desenvolupades a Andalusia (Els Millars, L'Argar i Tartessos), van tenir un clar matís orientalitzant, a causa que pobles de la Mediterrània oriental es van assentar a les costes andaluses a la recerca de minerals i van deixar el seu influx civilitzador. El procés de pas de la prehistòria a la història, conegut com a protohistòria, va estar lligat a la influència d'aquests pobles, principalment grecs i fenicis, ampli moment històric en què es va fundar Cadis, la ciutat més antiga d'Europa occidental, seguida en antiguitat per una altra ciutat andalusa: Màlaga.
Andalusia va quedar incorporada plenament a la civilització occidental amb la conquesta i romanització de la província Bètica. Aquesta va tenir gran importància econòmica i política a l'Imperi Romà, al que va aportar nombrosos magistrats i senadors, a més de les figures excel·lents dels emperadors Trajà i Hadrià.
Les invasions germàniques de vàndals i posteriorment de visigots no van fer desaparèixer el paper cultural i polític de la Bètica i durant els segles V i VI els terratinents beticorromans van mantenir pràcticament una independència respecte a Toledo. En aquest període van destacar figures com Sant Isidor de Sevilla o Sant Hermenegild.

### La Bètica romana

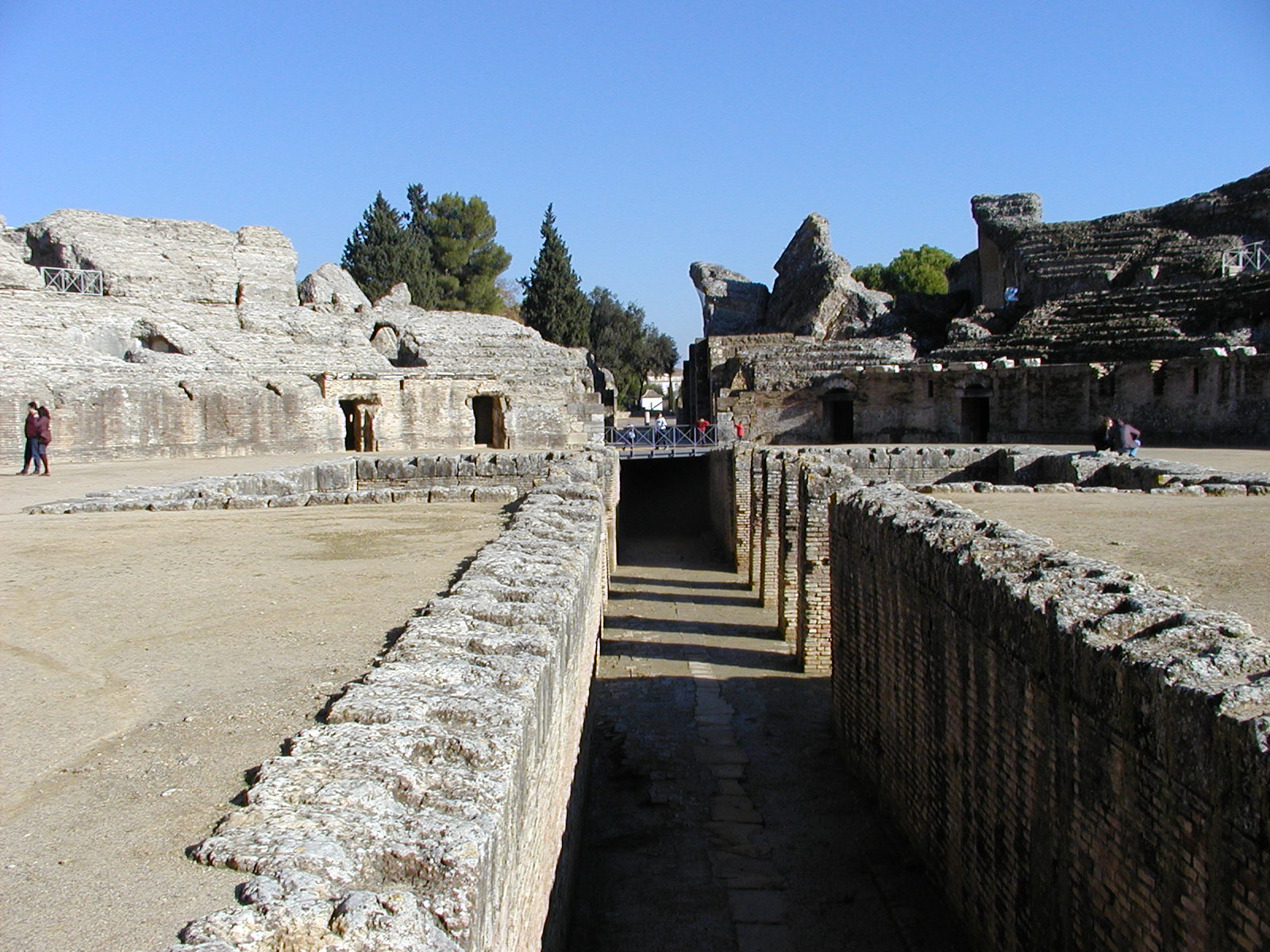
Amfiteatre d'Itàlica, un dels majors de l'Imperi Romà.

Primera divisió romana d'Hispània, on pot veure's la Hispània Ulterior.

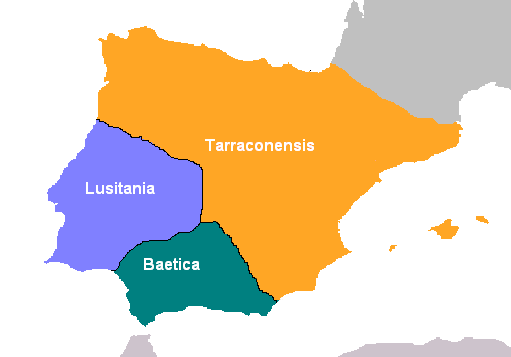
Hispània segons la divisió provincial romana del 27 aC, on poden apreciar-se els límits de la Bètica.

Hispània en època de Dioclecià.

L'any 218 aC el general romà Publi Corneli Escipió va desembarcar a Empúries per tallar els proveïments als cartaginesos. Després de derrotar-los en algunes batalles, el 210 aC és nomenat cònsol, moment en el qual va començar la Segona Guerra Púnica i la conquesta de la península Ibèrica per part dels romans. Després de la guerra els cartaginesos abandonen Andalusia i la seva presència va ser substituïda per la dels romans, que van haver de fer front a alguns focus de resistència.
Com a conseqüència de la victòria romana es va crear la província d'Hispània Ulterior, que abastava gairebé tot el territori andalús, excepte la part nord de les províncies de Jaén i Granada i la part de la província d'Almeria a l'est del riu Almanzora, que van quedar sota l'administració de la província Tarraconense i posteriorment de la Cartaginense. Posteriorment, en època d'August es va crear una nova divisió administrativa, la província Bètica amb capital a Corduba.
El territori s'articulava a través d'una xarxa de calçades disposades sobre la base de tres grans eixos de pas naturals: La depressió Bètica, el solc Intrabètic i la costa. Entorn d'aquests eixos es disposaven importants nuclis de població, com Corduba (la capital), Gades, Malaca, Itàlica, Iliberris, Hispalis, Ostippo, etcètera, que monopolitzaven la recaptació d'impostos, el comerç i l'explotació de l'ager, a més de ser grans focus de penetració de la cultura romana i de la seva distribució per les seves àrees d'influència rural. El caràcter divisori de grans rius com el Guadiana i el Guadalquivir, la importància dels grans districtes miners com Almadén, la frontera natural que suposa Sierra Parda, la importància de grans nuclis poblacionals i la facilitat de comunicació pel mar, són elements que feien de frontera i que alhora configuraven un espai territorial amb diferents realitats però amb certa cohesió.
| «                                                                              | […] resultat d'una percepció que estableix diferències. La principal finalitat és l'explotació dels recursos, de tal manera que l'inici d'Andalusia com a territori conegut, ja indica alguna cosa que serà constant en certes èpoques: la colonització [...] | » |
| — Cano García, G.: Avaluació dels límits d'Andalusia i percepció del territori | |   |

La Bètica va tenir una important aportació al conjunt de l'Imperi Romà, tant econòmica com a cultural i política. En el terreny econòmic va continuar sent molt significativa l'extracció de minerals (or, plata, coure i plom) i l'agricultura, amb la producció i exportació sobretot de cereals, oli i vi, aquests dos últims especialment famosos en tot l'Imperi juntament amb el garum. En el terreny polític, la Bètica va ser durant molt temps una província senatorial que, a causa del seu alt grau de romanització, depenia del poder polític del Senat romà, no del poder militar de l'Emperador. S'hi va lliurar la decisiva batalla de Munda (45 aC) entre populares i optimates, partidaris de Juli Cèsar i Gneu Pompeu Magne respectivament. A més va donar a Roma els emperadors Trajà i Hadrià, naturals d'Itàlica, i al filòsof cordovès Sèneca.
La conquesta romana, tant econòmica com política, i la profunda romanització de la Bètica va posar fi en gran manera a la cultura autòctona […] perdent-se l'existència d'una remota consciència de la terra andalusa com un subtil vapor [...]. No obstant això, va propiciar una primerenca cristianització, que a va arrelar fortament en les costes andaluses i que va anar marcant un nou desenvolupament cultural en tota la península Ibèrica. En el segle iv el cristianisme va passar a ser tolerat a l'Imperi i després proclamat religió oficial i única permesa, celebrant-se en terres bètiques el Concili d'Elvira, fita fonamental en la història del Cristianisme a Espanya, al que van assistir onze bisbes bètics, d'un total de dinou assistents.

## Edat mitjana

### La Bètica visigoda i la presència romana d'Orient

Presència romana d'Orient a la Península Ibèrica

Amb la irrupció dels visigots a l'escenari polític de la Península Ibèrica el 418, els vàndals van ser expulsats. El caràcter meridional d'Andalusia i la forta romanització i consolidació d'una oligarquia territorial, capaç de tenir autèntics exèrcits propis, va donar a la Bètica un caràcter especial. Va ser l'últim territori controlat de facto pels visigots, i el que presentava més inestabilitat política. Mostra d'això és que l'any 521 el papa va nomenar vicari per a la Lusitània i la Bètica al bisbe metropolità de Sevilla (Sal·lusti), donant a entendre que la jurisdicció eclesiàstica de Tarragona no controlava de facto els territoris del sud peninsular.
A partir de l'any 531 el rei visigot Teudis va dur a terme una ràpida expansió cap al sud, arribant a instal·lar la seva cort a Sevilla, per tenir un millor control de les seves operacions al sud peninsular. Fins i tot va arribar a dirigir una ofensiva, fracassada, contra el poder romà d'Orient establert a Settem (Ceuta). La Bètica va quedar definitivament integrada en el regne visigot de Toledo, si bé quan els interessos de l'oligarquia terratinent hispanoromana perillaven, es produïen rebel·lions, com les de Atanagild i Hermenegild.
La rebel·lió d'Atanagild, amb suport de l'oligarquia de la Bètica, va suposar l'entrada en acció del poder romà d'Orient, en expansió sota Justinià I. La importància del litoral andalús per al comerç a la Mediterrània va fer que s'incorporés a la província romana d'Orient d'Espània. No obstant això, la presència romana d'Orient a Andalusia va ser fugaç, ja que el regne visigot de Toledo sempre va voler recuperar el litoral perdut. Les campanyes, primer de Leovigild i després de Suíntila, van fer que es creés un poder unificat a la Península Ibèrica.
Durant el període visigot, en el religiós i cultural Sant Leandre i Sant Isidor van ser personalitats fonamentals, que van exercir la seva labor principalment a Sevilla.

### Al-Àndalus

Emirat de Còrdova.

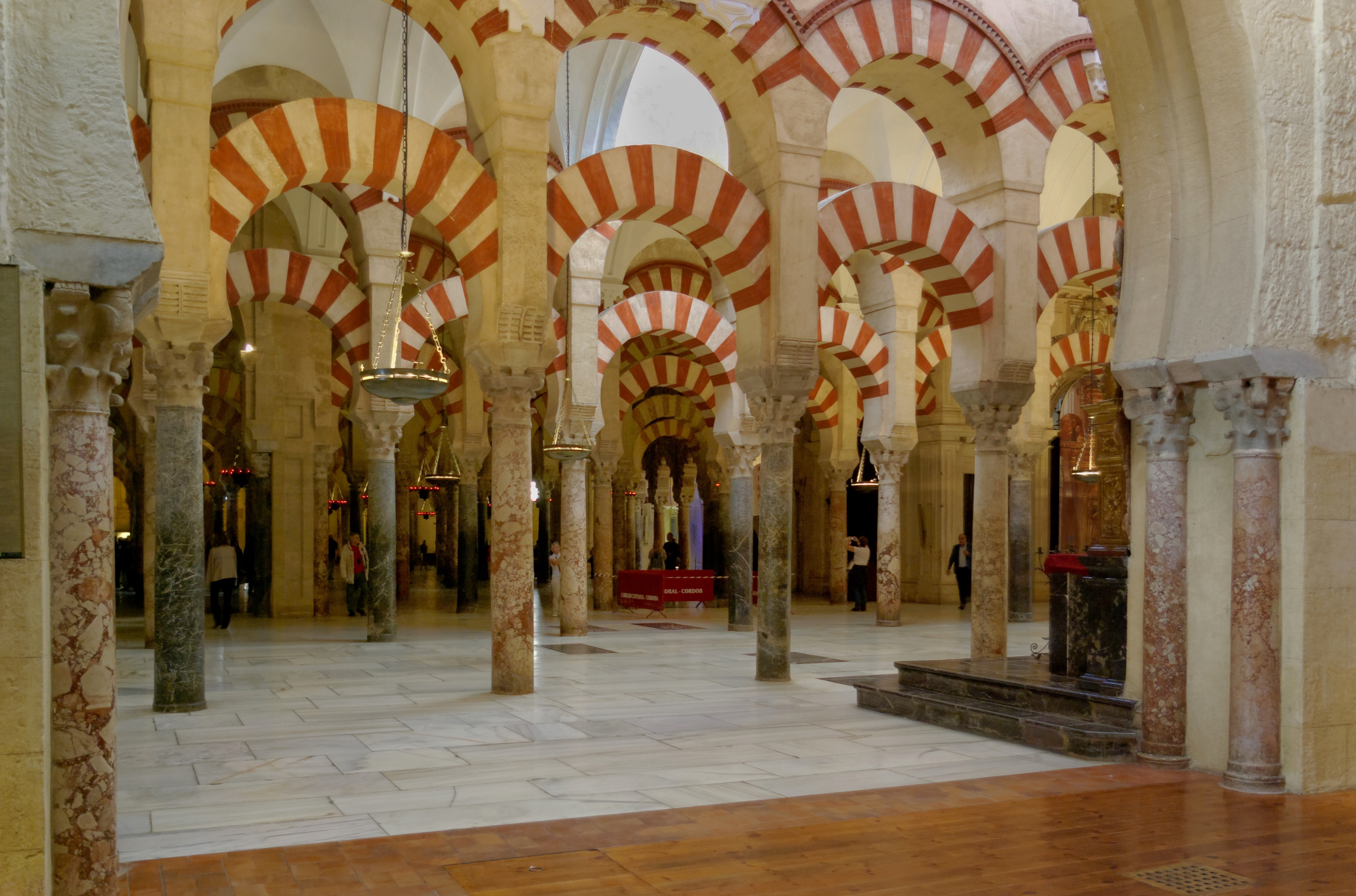
Mesquita de Còrdova.

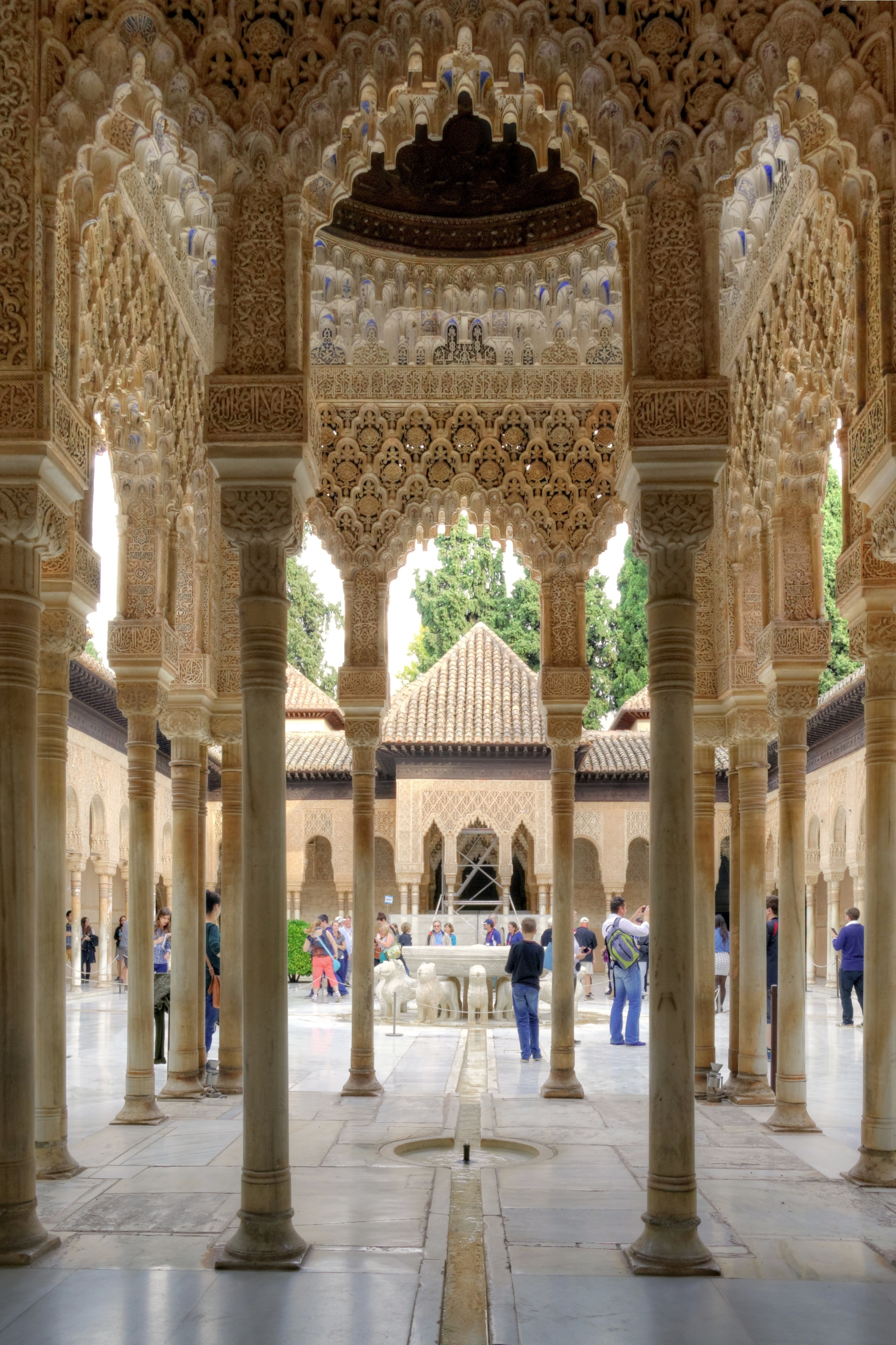
Pati dels Lleons de l'Alhambra de Granada.

Regne nassarí de Granada.

L'any 711 es va produir una important ruptura cultural amb la conquesta musulmana de la península Ibèrica. El territori andalús va ser el principal centre polític dels diferents estats musulmans d'al-àndalus, sent Còrdova la capital i un dels principals centres culturals i econòmics del món aleshores. Aquest període de florida va culminar amb el Califat Omeia de Còrdova, on van destacar figures com Abderraman III o Alhaken II. Ja al segle x es va produir un període de greu crisi que va ser aprofitat pels regnes cristians del nord peninsular per avançar en les seves conquestes i pels diferents imperis nord-africans que es van anar succeint - Almoràvits i Almohades - que van exercir la seva influència a al-àndalus i també van establir els seus centres de poder a la península a Granada i Sevilla, respectivament. Entre aquests períodes de centralització de poder, la seva va produir la fragmentació política del territori peninsular, que va quedar dividit en primers, segons i tercers regnes de taifes. Entre aquests últims, el Regne de Granada va tenir un paper històric i emblemàtic fonamental.

### Andalusia a la Corona de Castella

Els Regnes d'Andalusia en el context dels territoris de la Corona de Castella.

La Corona de Castella va anar conquerint gradualment els territoris del sud peninsular. Ferran III de Castella va personalitzar la conquesta de tota la vall del Guadalquivir al segle xiii. El territori andalús va quedar dividit en una part cristiana i una altra musulmana fins que el 1492 la conquesta de la Península va finalitzar amb la conquesta de Granada i la desaparició del Regne nassarí de Granada.
La feblesa derivada de la desintegració del poder almohade i la subsegüent creació dels tercers regnes taifes, va afavorir la ràpida conquesta o reconquesta cristiana de les terres de la vall del Guadalquivir per part de Ferran III de Castella i Alfons X el Savi. Baeza es va conquerir el 1227, Còrdova el 1236, Jaén el 1246 i Sevilla el 1248, sorgint el germen de l'Andalusia històrica, condicionada per la romania de part de població musulmana (els mudèjars), per la repoblació amb gent cristiana provinent de territoris peninsulars més septentrionals, per l'assentament de colònies de mercaders estrangers i per un llarg procés de feudalització del territori andalús. Tot això sota la influència del regne nassarita de Granada a través de la Frontera o Banda morisca i l'amenaça de les incursions dels benimerins, definitivament derrotats en la Batalla del Salado el 1340.

## Edat moderna

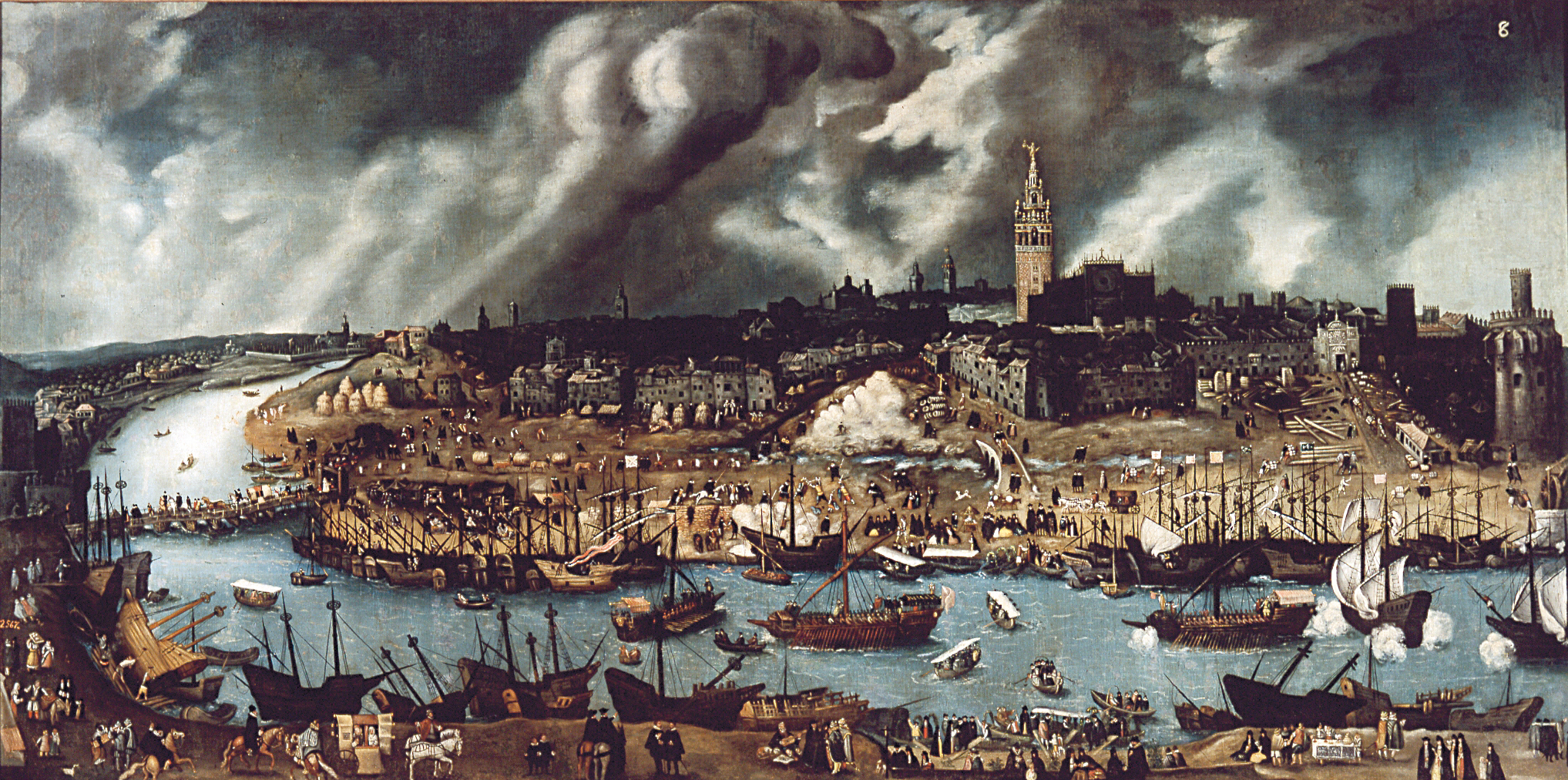
Vista de Sevilla i del seu port en el, per Alonso Sánchez Coello.

Al segle XVI és quan Andalusia va explotar més la seva posició geogràfica, ja que va centralitzar el comerç amb el Nou Món, a través de la Casa de Contractació d'Índies amb seu primer a Sevilla, que va arribar a ser la ciutat més poblada de l'Imperi Espanyol, i dos segles més tard a Cadis fins a la seva desaparició en aquest mateix segle xviii. Després de l'arribada de Cristòfor Colom a Amèrica, Andalusia va tenir un paper fonamental en el seu descobriment i colonització. No obstant això, no va existir un veritable desenvolupament econòmic d'Andalusia a causa de les nombroses empreses de la Corona de Castella a Europa. El desgast social i econòmic es va generalitzar al segle xvii i va culminar amb la conjuració de la noblesa andalusa contra el govern del Comte-duc d'Olivares el 1641.
Les reformes borbòniques del segle xviii no van solucionar que Espanya en general i Andalusia en particular s'anessin perdent pes polític i econòmic en el context europeu i mundial. Així mateix, la pèrdua de les colònies espanyoles d'Ultramar aniran traient a Andalusia dels circuits econòmics mercantilistes.

## Edat contemporània
Aquesta situació va millorar durant el segle següent, ja que la indústria andalusa va tenir un important pes en l'economia espanyola durant el segle xix. El 1856 Andalusia era la segona regió espanyola quant a grau d'industrialització. Un segle més tard estava ja pràcticament a la cua, amb un índex d'industrialització inferior al 50 per 100 del nivell mitjà espanyol. Mentre que entre 1856 i 1900 Andalusia tenia un índex d'industrialització superior a la mitjana nacional en les branques d'alimentació, metal·lúrgia, química i ceràmica, a partir de 1915 aquesta supremacia es va reduir a les branques d'alimentació i Arquitectura de la indústria a Andalusia.
Després d'aquest segle expansiu, durant la gran part del segle XX i començaments del segle xxi, Andalusia, i malgrat que es constitueix en Comunitat Autònoma el 1981, no aconsegueix igualar els seus índexs de desenvolupament amb la resta d'Espanya, sent la regió amb més atur de tota la Unió Europea i amb menor renda per capita d'Espanya.

### Seglexix

La Revolució Cantonal de 1873 va tenir una importantíssima activitat a tota Andalusia.

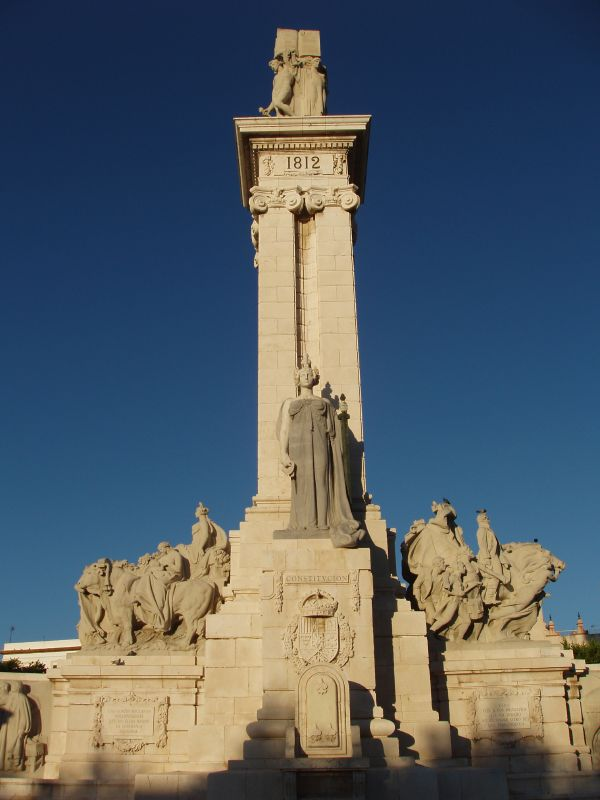
Monument a les Corts de Cadis.

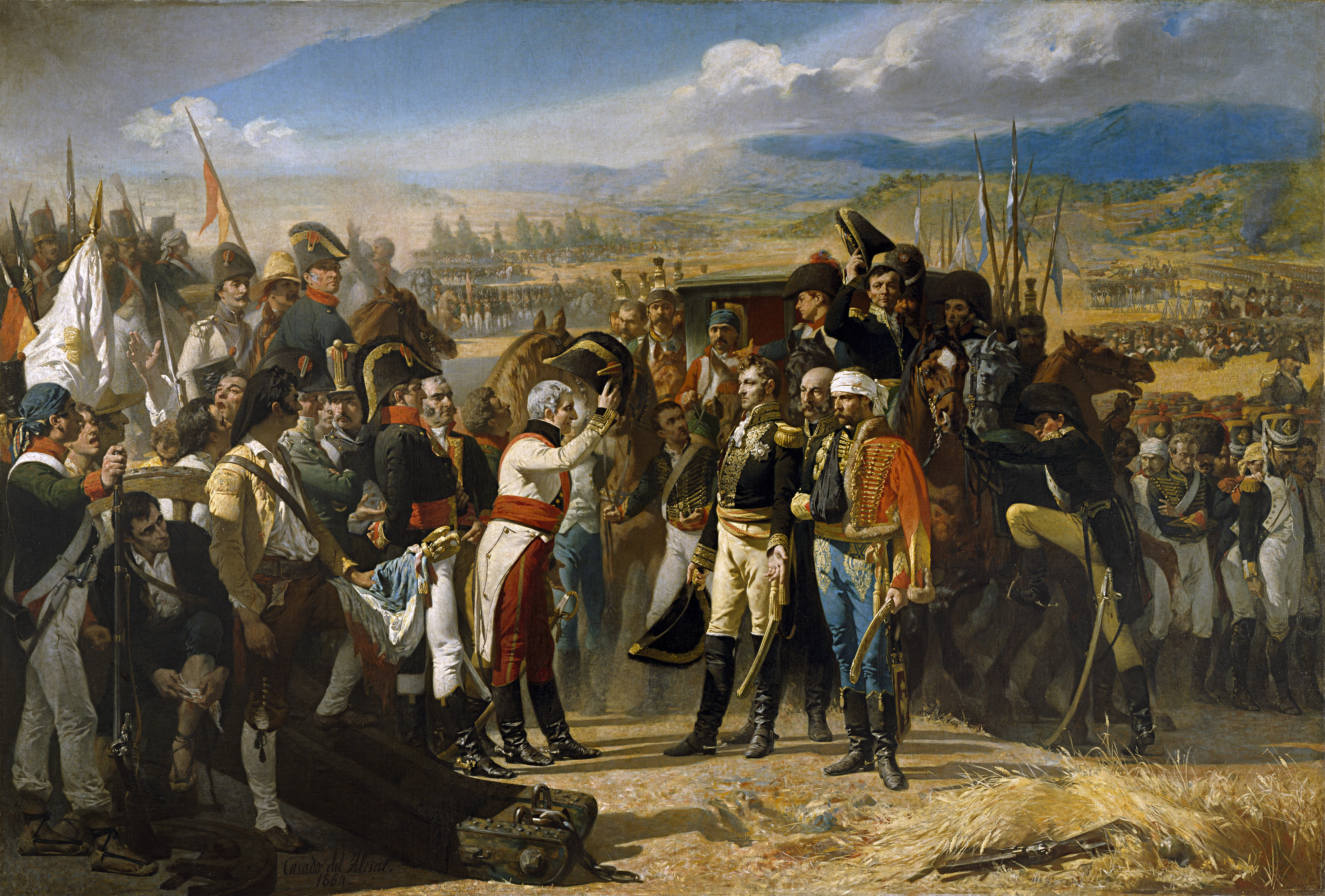
La batalla de Bailén, de Casado del Alisal.

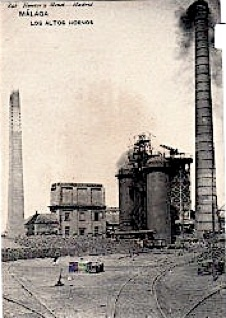
Alts Forns de Màlaga. Fàbrica de la Constància, 1847

El 1805 l'aliança entre Carles IV i Napoleó va provocar la participació espanyola en la guerra naval contra Anglaterra, que es va decidir en la batalla de Trafalgar, esdevinguda en aigües de la costa gaditana i que va resultar en la derrota de l'esquadra franco-espanyola enfront de la flota anglesa. El 1808 les tropes napoleòniques van entrar a la península Ibèrica amb el pretext d'envair Portugal al costat de l'exèrcit espanyol. No obstant això, Napoleó va aprofitar per enderrocar a traïció als governants espanyols i apoderar-se del país. Això va donar lloc a una insurrecció popular i la conseqüent Guerra de la Independència, en la qual Andalusia va tenir un paper decisiu en la resistència enfront de l'invasor, amb la batalla de Bailén, que va ser la primera victòria espanyola sobre els francesos, amb el moviment juntero i amb les Corts de Cadis, que el 19 de març de 1812 van proclamar la primera constitució liberal d'Espanya, anomenada popularment La Pepa. La constitució va ser jurada pel rei Ferran VII a la seva tornada a Espanya però el monarca no va trigar a anul·lar-la i a restaurar l'absolutisme.
Andalusia es va caracteritzar per la seva defensa del liberalisme enfront de l'absolutisme del rei, sent Cadis el principal bastió, amb la proximitat a Gibraltar com a base de reunió dels liberals i lloc propici per a circumstancials fugides. El 1820, després del pronunciament fallit de Riego a Arcos de la Frontera i altres ciutats andaluses, els esdeveniments a Galícia van fer que Ferran VII tornés a assumir la Constitució, donant pas a l'anomenat Trienni Liberal, durant el qual el rei va seguir conspirant per restablir l'absolutisme. El 1823 l'exèrcit francès (anomenat "els Cent Mil Fills de Sant Lluís") va envair Espanya i els liberals es van refugiar a Cadis amb Ferran VII com a ostatge. La ciutat va resistir un llarg setge que es va acabar per un pacte: es rendiria la plaça i s'alliberaria al Rei però aquest acceptaria la Constitució de 1812. Així es va fer però, amb prou feines alliberat, el rei Ferran va tornar a l'absolutisme, donant pas a la Dècada Ominosa.
Amb la mort de Ferran VII i l'aparició del carlisme, l'Andalusia liberal va reaccionar el 1835 mitjançant la creació de juntes liberals provincials, que es van federar formant la Junta Suprema d'Andalusia, amb seu a Andújar, que el seu objectiu eren les reformes progressistes, perseguint la substitució del Comte de Toreno per Mendizábal i de l'Estatut Reial per una nova constitució liberal.
Amb el regnat d'Isabel II, la constitució de 1845 va donar de nou més poder a la monarquia i el caciquisme va ser una constant en la política, amb excepcions com la burgesia liberal malaguenya que va impulsar la industrialització de la ciutat i la província, convertint a Màlaga en líder en sectors com la siderúrgia o les manufactures tèxtils, que entrarien en declivi amb rapidesa a causa de la mala articulació del país, els molt deficitaris mitjans de transport en el sud espanyol i les barreres aranzelàries sobre la importació de carbó anglès, per protegir la mineria asturiana.
El descontentament va portar a la Revolució de 1868, anomenada "la Gloriosa", iniciada a Cadis i estesa per la resta del país, desembocant en el Sexenni Revolucionari, en la proclamació de la Primera República el 1873 i en la Revolució Cantonal, de caràcter federalista, amb una fortísima activitat a Andalusia, els exemples de la qual més significatius van ser el Cantó de Cadis o el Cantó de Màlaga, el segon de major durada després del de Cartagena.
La Restauració monàrquica, liderada pel malagueny Antonio Cánovas del Castillo, va portar amb si la nova Constitució de 1876, així com una gran immobilitat política propiciada pel bipartidisme, que va agreujar encara més la greu situació de caciquisme regnant.
El segle xix a Andalusia, va ser un segle de contrastos, però expansiu des del punt de vista econòmic, ja que la indústria andalusa va tenir un important pes en l'economia espanyola durant el segle xix. El 1856, Andalusia era la segona regió espanyola quant a grau d'industrialització, entre 1856 i 1900 Andalusia tenia un índex d'industrialització superior a la mitjana nacional en les branques d'alimentació, metal·lúrgia, química i ceràmica, a partir de 1915 aquesta supremacia es va reduir a les branques d'alimentació i química.
Des de la invasió francesa del 1808 fins al 1898, es va produir un llarg procés d'independència de les colònies d'Ultramar, culminat amb el Desastre del 98, la qual cosa va perjudicar a Espanya en el seu conjunt i especialment a Andalusia, per la seva vinculació comercial amb Amèrica. Es va intensificar el bandolerisme, no es van resoldre els problemes endèmics d'Andalusia i la societat andalusa va quedar endarrerida respecte a altres zones d'Espanya, Europa i Amèrica. Es va desenvolupar una petita classe burgesa en províncies com Màlaga on no existien grans explotacions agràries, però no en el conjunt de la regió a causa de la mala gestió de les desamortitzacions i la falta d'una autèntica reforma agrària, que acabés amb el latifundi i amb la precària situació del jornaler. L'abolició dels senyorius jurisdiccionals però no dels seus censos enfitèutics, en una zona tan fortament feudalitzada des de la baixa edat mitjana, va sumir a Andalusia en una gran inestabilitat econòmica, a la qual se li sumava el problema polític del caciquisme, que va fer néixer el moviment anarquista entre les classes treballadores, l'exemple més clàssic és la Mano Negra.

### Segle XX

L'exèrcit revoltat va aconseguir controlar la costa de Cadis i les ciutats de Sevilla, Còrdova i Granada en l'aixecament que va iniciar la Guerra Civil.

A finals de 1937 dos terços d'Andalusia estaven ja sota el control dels revoltats.

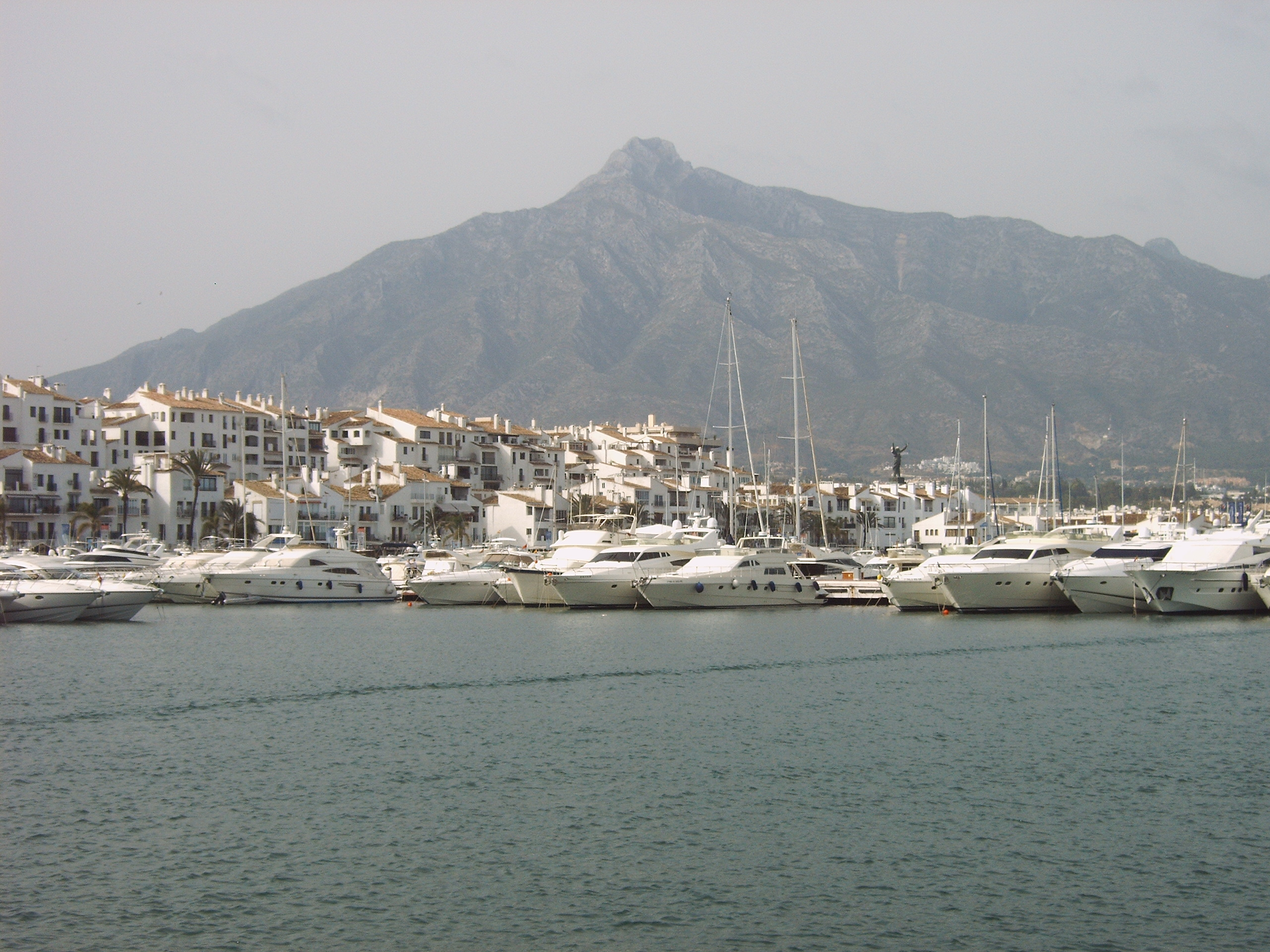
Vista de Puerto Banús, a Marbella (Costa del Sol).

Durant el regnat d'Alfons XIII, dins dels postulats del regeneracionisme, va sorgir un minoritari regionalisme andalús. La dictadura de Primo de Rivera, entre 1923 i 1930, va portar algunes millores per a Andalusia, destacant el declivi del caciquisme. Les eleccions municipals de 1931, a Andalusia com en la resta d'Espanya, van suposar una clara victòria del partit republicà, la representació del qual als ajuntaments va desembocar en la proclamació de la Segona República Espanyola aquest mateix any. La República va ser un període de gran inestabilitat política, en el qual no es van resoldre els grans problemes d'Andalusia, entre ells la Reforma agrària i l'analfabetisme. Els Successos de Casas Viejas són un exemple del descontent andalús amb el govern de la República. Malgrat alguns intents minoritaris, Andalusia no va accedir en aquest període a tenir l'autonomia política que possibilitava la constitució de 1931.
L'esclat de la Guerra Civil a Andalusia va tenir conseqüències desiguals. Mentre la major part d'Andalusia Occidental va caure immediatament en mans franquistes, Andalusia Oriental va romandre sota govern republicà la major part de la guerra. En el plànol estrictament bèl·lic, la guerra civil a Andalusia es va reduir a batalles menors, no obstant això els afusellaments i la repressió van ser abundants. El bombardeig franquista sobre la costa malaguenya i l'alemany sobre Almeria van ser especialment dramàtics.
Durant la postguerra i la instauració del franquisme fins a principis dels cinquanta, Andalusia va sofrir les conseqüències del racionament derivat de l'autarquia d'un estat militar, repressiu, dictatorial i centralista. Van ser anys de gana i de total falta de llibertats.
A partir dels cinquanta es van anar produint lleugers canvis en el règim franquista. El país es va anar obrint a l'estranger gràcies al desenvolupament del turisme, iniciat amb el boom turístic de la Costa del Sol, i també per la sortida d'emigrants, que van marxar tant a l'estranger com a altres àrees de l'Espanya més industrialitzada, especialment cap a Alemanya i a Catalunya. Així mateix es va fomentar la indústria per mitjà dels plans de desenvolupament, que incloïen Sevilla i Huelva en una primera fase i Còrdova i Granada en una segona. Es va millorar el transport per carretera i es van construir algunes autopistes i pantans. Aquesta obertura a l'exterior i la reactivació de l'economia, van ser acompanyades per un creixent moviment d'oposició al règim que, no obstant això, no va aconseguir la transició democràtica a Espanya fins a la mort del dictador Francisco Franco el 1975.

#### Comunitat autònoma d'Andalusia

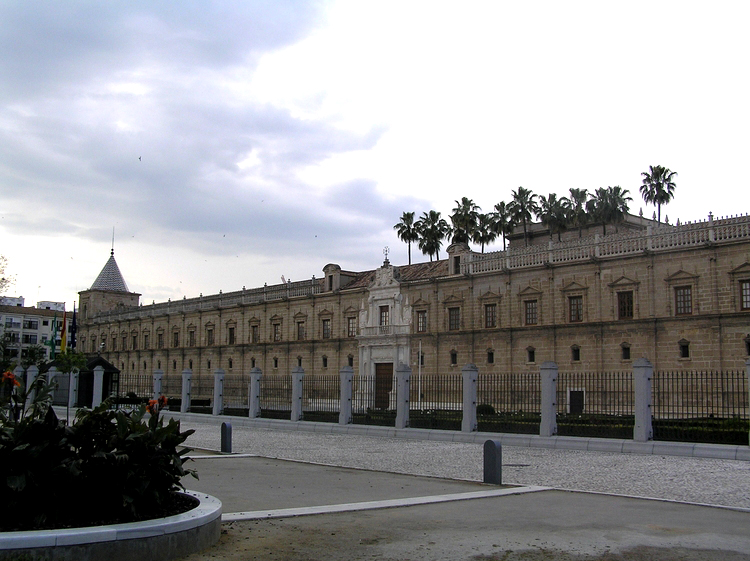
Seu del Parlament d'Andalusia, a Sevilla.

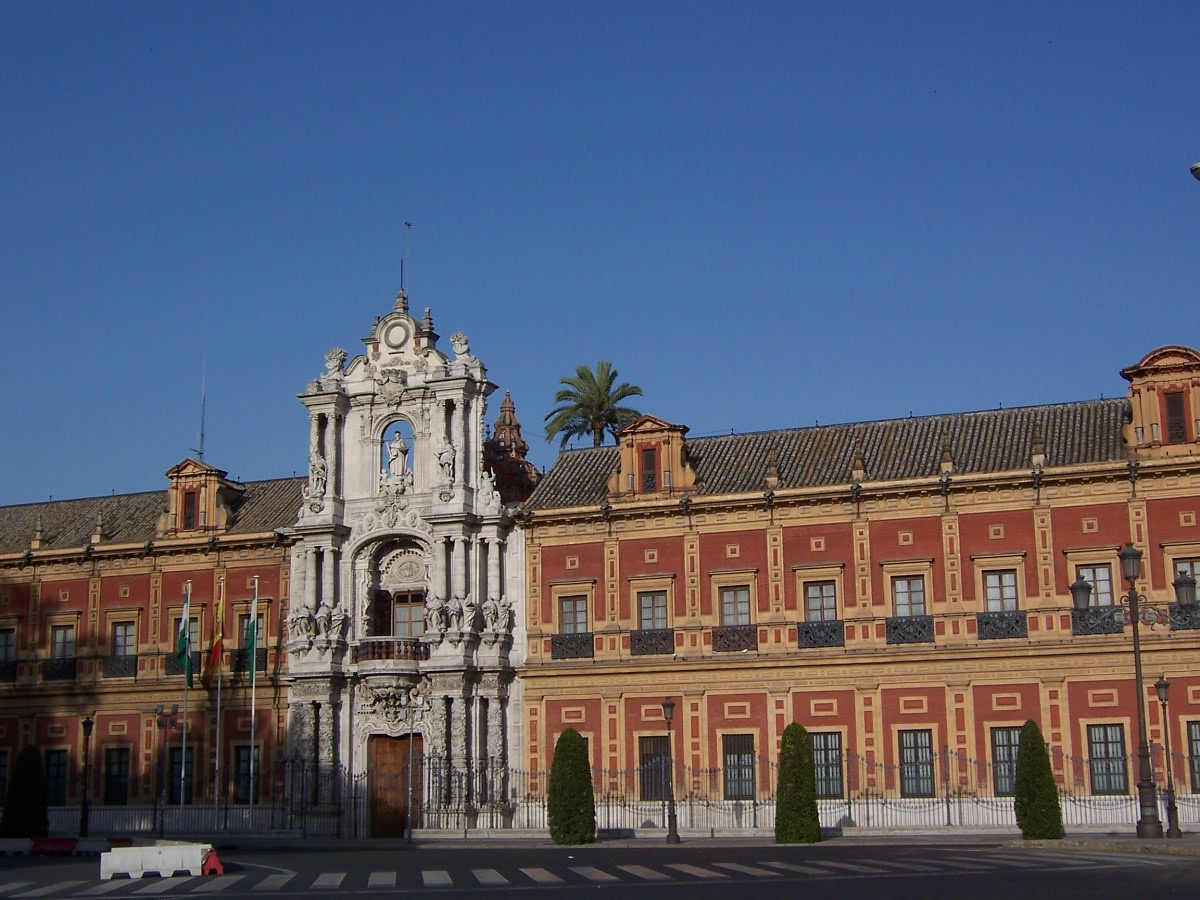
Palacio de San Telmo, a Sevilla, seu de la Presidència de la Junta d'Andalusia.

La transició democràtica, mitjançant la fórmula de la monarquia parlamentària, va ser àmpliament recolzada a Andalusia. El 4 de desembre de 1977 prop de dos milions d'andalusos es van manifestar per tot el país en pro de l'autonomia política per a la regió. El 1978 es va establir un govern autonòmic provisional liderat per Plácido Fernández Viagas i aquest mateix any es va promulgar la nova constitució espanyola, que va establir les vies per a la creació d'un estat descentralitzat a través de les comunitats autònomes.
El procés autonòmic es va iniciar a Andalusia amb discrepàncies entre la Junta Preautonòmica i el Govern d'Espanya, en mans de la UCD. El govern espanyol va voler concedir a Andalusia l'autonomia reduïda recollida per l'article 143 de la constitució. Aquest article permetia l'accés a l'autonomia per la via ràpida a les regions d'Espanya que no haguessin aprovat un estatut d'Autonomia durant la Segona República i que, per això, no eren considerades "comunitats històriques". No obstant això, la Junta Preautonòmica d'Andalusia perseguia l'autonomia plena i per això es va optar per la via de l'article 151, que havia estat introduït en el text constitucional principalment per la intervenció de Manuel Clavero Arévalo.
En el referèndum del 28 de febrer de 1980, i malgrat les campanyes del govern espanyol per dificultar la seva aprovació, la majoria dels andalusos van decidir que Andalusia havia de tenir autonomia plena, a través del procediment restrictiu expressat en l'article 151, la qual cosa fa d'ella l'única comunitat autònoma espanyola que va accedir a l'autonomia a través d'aquest procediment. Finalment el 1981 es va aprovar mitjançant referèndum l'Estatut d'Autonomia d'Andalusia, conegut amb l'àlies d'"Estatut de Carmona", pel qual la regió es va constituir en comunitat autònoma a l'empara del que es disposa en l'article segon de la Constitució espanyola de 1978, que reconeix i garanteix el dret a l'autonomia de les nacionalitats i regions espanyoles.
Després del procés autonòmic i l'entrada d'Espanya el 1986 en la Comunitat Econòmica Europea, després Unió Europea, Andalusia va entrar en una època de lenta recuperació, beneficiant-se àmpliament del Fons Europeu de Desenvolupament Regional (FEDER) i del Pla d'Ocupació Rural (PER). Des de la seva creació, el govern de la Junta d'Andalusia ha estat dirigit pel PSOE, amb Rafael Escuredo, José Rodríguez de la Borbolla, Manuel Chaves, José Antonio Griñán i Susana Díaz com a presidents. En aquest període s'han ampliat els serveis públics i les infraestructures bàsiques. El 1992 es va inaugurar una línia de ferrocarril d'alta velocitat entre Sevilla i Madrid, amb motiu de l'Exposició Universal de Sevilla, la qual cosa va suposar una fita en les millores de les comunicacions d'aquesta província. Així mateix s'ha potenciat el turisme, i s'han celebrat altres esdeveniments de transcendència internacional com els Jocs Mediterranis a Almeria o el Campionat Mundial d'Esquí Alpí de 1996 a Sierra Nevada.

### Segle XXI
El 2007 es va procedir a la reforma de l'Estatut d'Autonomia d'Andalusia, en el preàmbul de la qual es menta, primerament, que en el Manifest andalucista de 1919 es va descriure a Andalusia com una realitat nacional, per continuar exposant, el seu estatus actual com nacionalitat dins de la indissoluble unitat de la Nació espanyola. Posteriorment en el seu articulat s'autodefineix, més concretament, com nacionalitat històrica, a diferència de l'anterior estatut (de 1981) on es definia, simplement, com nacionalitat. Aquest nou estatut obre el camí a unes majors cotes d'autonomia.
Malgrat les milionàries ajudes econòmiques, via subvencions, atorgades per la UE en les últimes dècades, la renda per capita andalusa segueix molt per sota de la mitjana espanyola i europea. Encara que el seu creixement econòmic en determinats anys ha estat superior al conjunt nacional, ha continuat lluny de la convergència amb la resta d'Espanya i amb Europa; inclusivament, després de la Crisi econòmica de 2008-2013, els índexs de renda pc han empitjorat, ja que la destrucció de riquesa a Andalusia ha estat major que a altres regions d'Espanya.
L'economia andalusa amb prou feines s'ha diversificat, perquè el sector primari té excessiu pes i, malgrat que el sector secundari té un desenvolupament insuficient, s'ha produït una forta terciarització. Així mateix, s'han donat greus casos de corrupció política i urbanística als ajuntaments i institucions governamentals, com el cas Malaya, el cas Astapa o l'escàndol dels ERO.
Després de la Crisi econòmica de 2008-2013, Andalusia encapçalava el rànquing de desocupació de tota la Unió Europea, aconseguint una xifra propera al 36% el 2012.

### Sorgiment del nacionalisme andalús

Bandera nacionalista andalusa.

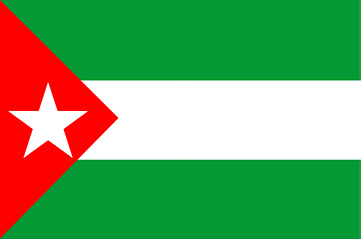
Bandera nacionalista, utilitzada per les Juventudes Andalucistas.

El nacionalisme andalús és un moviment polític i social que defensa el reconeixement d'Andalusia com a nació dins d'Europa. Els principals partits polítics que representen al nacionalisme andalús són el Partido Andalucista (PA), el Partido Socialista de Andalucía (PSA) i altres partits més minoritaris i independentistes com Nación Andaluza (NA), Asamblea Nacional de Andalucía (ANA). També cal anomenar el Sindicato de Obreros del Campo (SOC) i el Bloque Andaluz de Izquierdas (BAI), així com a altres grups com l'organización juvenil Jaleo!!!, organització independentista i socialista minoritària.
La història del nacionalisme andalús comença en el segle xix. Durant el regnat d'Isabel II ja havia sorgit a Andalusia un fort moviment anarquista, idea que va venir conjunta a un sentiment regional profund que va acabar per evolucionar i donar lloc al nacionalisme andalús. Fou després de la Revolució Gloriosa, el 1873, quan el moviment andalusista va començar a prendre força en les províncies occidentals de la nació. Durant la I República es van proclamar independents nombrosos cantons d'Andalusia i es va redactar a Antequera un projecte de Constitució el 1883 que proclamava un estat independent d'Andalusia com una República cantonal, però que mai va ser reconegut. A aquesta Constitució la hi coneix com la Constitució Federal d'Antequera de 1883.
Fou el 1918 quan tornaria a alçar-se en l'Assemblea de Ronda, on ja apareix Blas Infante, nomenat pel parlament Andalús en el preàmbul de l'Estatut d'Autonomia mitjançant decret (D.S.P.A. n 24, de 14 d'abril de 1983) Pare de la "Pàtria Andalusa". És en aquesta assemblea on es crearen la bandera d'Andalusia i el seu escut. En la II República Espanyola el nacionalisme andalús, de la mà de Blas Infante, aconsegueix redactar un estatut d'autonomia per a Andalusia, però no arribaria a aprovar-se a causa de l'esclat de la Guerra Civil després de la revolta militar de 1936. Durant la guerra i el franquisme, molts andalusistes van ser afusellats (com Blas Infante) o es van exiliar. No seria fins al 1973 quan ressorgiria el nacionalisme andalús de mà de Alejandro Rojas Marcos, fundador del Partit Socialista d'Andalusia, que més tard passarà a denominar-se Partit Andalucista.
El 4 de desembre de 1977 uns dos milions de persones surten als carrers per tota Andalusia demanant l'autonomia, convocats per tots els partits polítics excepte la Unió de Centre Democràtic. Després del referèndum del 28 de febrer de 1980, s'aprova l'estatut d'autonomia. Actualment el nacionalisme andalús actual té com a senyal més característic la bandera nacionalista andalusa, que és la bandera d'Andalusia amb una estrella de cinc puntes vermella en el centre, encara que hi ha altres banderes nacionalistes, però aquesta és la més coneguda i usada pels nacionalistes andalusos.